# گورستان شماره ۲ کرماک بالا
گورستان شماره ۲ کرماک بالا مربوط به عصر آهن دو وIII است و در شهرستان رودبار، بخش عمارلو، روستای کرماک واقع شده و این اثر در تاریخ ۱۹ مرداد ۱۳۸۴ با شمارهٔ ثبت ۱۲۸۳۲ به‌عنوان یکی از آثار ملی ایران به ثبت رسیده‌است.